# 1967 en santé et médecine
| Années de la santé et de la médecine : 1964 - 1965 - 1966 - 1967 - 1968 - 1969 - 1970    |
| Décennies de la santé et de la médecine : 1930 - 1940 - 1950 - 1960 - 1970 - 1980 - 1990 |

Cet article présente les faits marquants de l'année 1967 en santé et médecine.

## Événements
- 3 décembre : la première transplantation cardiaque utilisant un cœur humain est réalisé par le professeur Christiaan Barnard en Afrique du Sud[1].
- 28 décembre : en France, la loi Neuwirth autorise la vente des produits contraceptifs, mais elle en encadre la publicité, et elle ne sera appliquée qu'à partir de 1972[2].

## Prix
- Médaille Copley : Bernard Katz (1911-2003), en reconnaissance de ses contributions pour la connaissance des processus fondamentaux impliqués dans la transmission à travers la jonction neuromusculaire[3].

## Décès
- 9 juillet : Eugen Fischer (né en 1874), médecin, généticien, anthropologue et universitaire allemand.
- 5 décembre : Dave Elman (en) (né en 1900), acteur, compositeur et hypnothérapeute américain.